# Stortingsvalet i Norge 1969
Stortingsvalet i Norge 1969 hölls söndag 7 september och måndag 8 september 1969. Valdeltagandet låg på 83,8% och det var 150 mandat som skulle fördelas.
Valet var jämnt mellan vänster- och högerblocken. Det fanns en teoretisk möjlighet att båda sidor skulle få 75 mandat vardera. Då skulle det ha blivit svårt att avgöra vem som skulle bilda regering. Till Stortingsvalet 1973 lades det till fem mandat, för att undvika en sådan situation. Arbeiderpartiet gick fram i förhållande till Stortingsvalet 1965, och fick nästan hälften av alla mandat i Stortinget. Venstresiden fick inte majoriteten i Stortinget, i och med att Sosialistisk Folkeparti tappade och inte fick mandat denna gång.
Per Bortens regering fortsatte efter valet.

## Valresultat
| Parti                      | Röster    | +/-       | Procent | +/-    | Mandat | +/- |
| -------------------------- | --------- | --------- | ------- | ------ | ------ | --- |
| Det Norske Arbeiderparti   | 1 004 348 | + 121 028 | 46,4    | + 3,4  | 74     | + 6 |
| Høyre                      | 406 209   | - 9 403   | 18,8    | - 2,3  | 29     | -2  |
| Venstre                    | 202 553   | - 5 281   | 9,4     | - 0,9  | 13     | -5  |
| Kristelig Folkeparti       | 169 303   | + 8 972   | 7,8     | - 0,3  | 14     | +1  |
| Senterpartiet              | 194 128   | + 2 426   | 9,0     | - 0,9  | 20     | + 2 |
| Sosialistisk Folkeparti    | 73 284    | - 49 437  | 3,4     | - 2,5  | 0      | -2  |
| Norges Kommunistiske Parti | 21 517    | - 6 479   | 1,0     | - 0,4  | 0      | 0   |
| Fellesliste SF og NKP      | 3 203     | + 3 203   | 0,2     | + 0,2  | 0      | 0   |
| Norges Demokratiske Parti  | 561       | + 367     | 0,03    | + 0,07 | 0      | 0   |
| Sámeálbmot Listu           | 527       | + 527     | 0,02    | + 0,02 | 0      | 0   |
| Borgerlige felleslister    | 83 073    |           | 3,8     | + 2,1  | 0      | 0   |
| Totalt                     | 2 158 712 | + 102 621 | 100     | 0      | 150    | 0   |